# Flächenstoßrate
Die Flächenstoßrate oder Auftreffrate {\displaystyle j} ist ein Begriff aus der kinetischen Gastheorie. Sie beschreibt die Teilchenzahl {\displaystyle N} der Moleküle, die in einem abgeschlossenen Gasvolumen pro Zeit {\displaystyle t} auf die Fläche {\displaystyle A} einer Gefäßwand treffen:
{\displaystyle j={\frac {N}{A\cdot t}}={\frac {n\cdot {\bar {v}}}{4}}}
Dabei ist
- {\displaystyle n={\frac {N}{V}}} die Teilchendichte, d. h. die Teilchenzahl pro Gasvolumen
- {\displaystyle {\bar {v}}} die mittlere thermische Geschwindigkeit.

Die Flächenstoßrate kommt aus der mikroskopischen Modellvorstellung der kinetischen Gastheorie und ist in der Lage, viele makroskopische Eigenschaften von Gasen wie Druck, Viskosität und Reibung zu beschreiben.
Die Flächenstoßrate ist auch in der Oberflächenphysik und Oberflächenchemie von hoher Bedeutung, weil sie die Anzahl der Gasmoleküle angibt, mit der die Oberfläche in einer gegebenen Zeit wechselwirkt, und somit auch die maximale Anzahl von Molekülen, die auf einer Fläche adsorbieren können. Die Auftreffrate ist erst bei sehr niedriger Teilchendichte, also einem Gasdruck im Ultrahochvakuum-Bereich (10−10 mbar und darunter), so gering, dass Untersuchungen an reinen Oberflächen möglich werden.